# Hélène Grimaud
Hélène Grimaud (Aix-en-Provence, 7 novembre 1969) è una pianista e scrittrice francese.

## Biografia

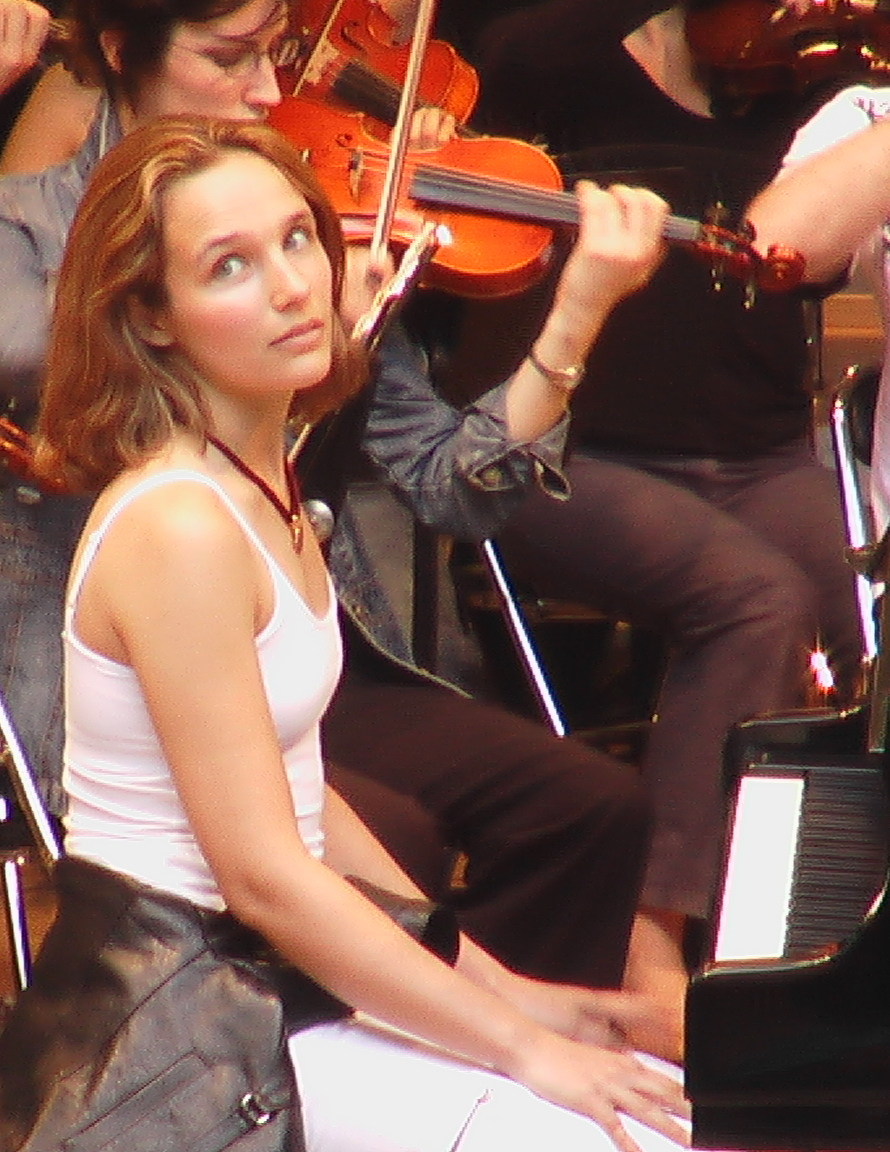
Grimaud nel 2004, in una prova del Festival di La Roque-d'Anthéron.

È nata da una famiglia di origine corsa ed ebrea nordafricana, che aveva cambiato il proprio cognome Grimaldi poco prima che lei nascesse. Nella sua autobiografia racconta di un'infanzia costellata di avventure da bambina iperattiva.
Iniziata al pianoforte sin dal 1976, Hélène Grimaud compie i primi studi sotto la guida di Jacqueline Courtin al Conservatorio di Aix-en-Provence. Prosegue a Marsiglia con Pierre Barbizet ed entra nel 1982 al Conservatoire de Paris nella classe di Jacques Rouvier. 
Si diplomerà con il massimo dei voti a sedici anni, nel 1985. Nello stesso anno incide il suo primo disco, il Secondo Concerto di Sergei Rachmaninov, che le varrà il Grand Prix du Disque dell'Académie Charles-Cros. Ha lanciato la sua carriera di pianista professionista nel 1987, quando si è prodotta in un recital solistico a Parigi ed in un concerto con l'Orchestre de Paris sotto la direzione di Daniel Barenboim. 
Nello stesso anno, ha partecipato al Midem di Cannes e al festival di La Roque-d'Anthéron.
A ventun anni si è trasferita a Tallahassee in Florida e più tardi (1997) ha vissuto anche nella Contea di Westchester fuori New York. Questo periodo negli Stati Uniti è coinciso con una lunga crisi, ma anche con la nascita del suo amore per i lupi. Si occupa infatti notoriamente della tutela di questi animali, per la quale ha fondato con il fotografo Henry Fair il Wolf Conservation Center.
Nel 2008 suona nella Fantasia corale di Beethoven ai The Proms di Londra e, con Claudio Abbado, realizza la loro prima registrazione in un DVD pubblicato da Deutsche Grammophon. Il video documenta il concerto registrato nello stesso anno a Lucerna con la Lucerne Festival Orchestra. Il programma prevede, come brano di apertura, il Concerto per pianoforte e orchestra n. 2 di Rachmaninov.
Nel 2010 subisce un intervento per la rimozione di un cancro allo stomaco.
Nel 2011 si interrompe la sua collaborazione con Claudio Abbado, in seguito a dissapori legati alla scelta della cadenza da eseguire in un concerto di Mozart.
La pianista ha venduto fino al 2013 oltre 850.000 CD per la Deutsche Grammophon, un risultato che fa di lei una delle star classiche attualmente più popolari.
Convive con il fotografo Mat Hennek.

## Discografia
Per la Denon
- Rachmaninov Sonata per pianoforte n. 2, Etudes & Preludes (1986)
- Chopin Ballata n. 1 / Liszt Après une Lecture de Dante / Schumann Sonata per pianoforte (1987)
- Schumann Kreisleriana / Brahms Sonata per pianoforte N. 2 (1989)
- Brahms Sonata per pianoforte N. 3 & 6 Klavierstücke (1992)
- Rachmaninov concerto per pianoforte n. 2 / Ravel concerto per pianoforte - Hélène Grimaud, Jesús López-Cobos & Royal Philharmonic Orchestra (1993)

Per la Erato
- Schumann concerto per pianoforte / Strauss Burleske (1995)
- Brahms Pezzi per pianoforte Op. 116-119 (1996)
- Gershwin/Ravel concerti per pianoforte  (1997)
- Strauss: Burleske - Brahms: Piano Concerto No. 1 (1995)

Per la Teldec
- Beethoven: Piano Concerto No. 4 & Schuman: Piano Concerto - Hélène Grimaud, Kurt Masur & New York Philharmonic, (1999)
- Rachmaninov concerto per pianoforte n. 2 (2001)

Per la Warner Classics
- The Collected Recordings of Hélène Grimaud - Baltimore Symphony Orchestra, David Zinman, Deutsches Symphonie-Orchester Berlin, Hélène Grimaud, Kurt Masur, Kurt Sanderling, New York Philharmonic, Philharmonia Orchestra, Staatskapelle Berlin & Vladimir Ashkenazy, (2006)

Per la Deutsche Grammophon
- Credo (2003)
- Chopin / Rachmaninov Son. pf. n. 2/Son. pf. n. 2/Berceuse/Barcarolle, Grimaud (2005)
- Bartok: I concerti per pianoforte (2005)
- Schumann Brahms, Reflection (Conc. pf./Lieder/Son. vlc./Rapsodie) - Grimaud/Salonen/Otter/Mork, (2006)
- Beethoven Concerto per pianoforte n. 5 "L'imperatore" / Sonata per pianoforte n. 28 - Grimaud/Jurowski/Staat. Dresden (2007)
- Bach 5 preludi e fughe dal clavicembalo temperato / Concerto per clavicembalo e orchestra d'archi nº 1 / trascrizioni da Liszt, Busoni, Rachmaninov (2008)
- Grimaud, Resonances Bartók/Berg/Liszt/Mozart, (2010)
- Mozart, Conc. pf. n. 19 e n. 23 - Grimaud/Szulc/Bayer. RSO, 2011
- Grimaud, Originali e trascrizioni da Bach/Busoni/Liszt/Rachmaninov, 2008
- Grimaud-Gabetta, Debussy/Brahms/Shostakovich/Schumann - Sonate per vlc. e pianoforte, 2012
- Brahms, Conc. pf. n. 1-2 - Grimaud/Nelsons/WPO, 2012
- Grimaud, Water (Live, Park Avenue Armory, New York, 2014) - Transitions by Nitin Sawhney
- Grimaud, Perspectives - Boulez/Salonen/Nelsons/Jurowski, 2017 (2003-2014) Deutsche Grammophon

Per la Sony
- Schumann: Fantasiestücke, Op. 73; Dichterliebe, Op. 48 & Andante und Variationen, Op. 46 - Hélène Grimaud & Jan Vogler, 2013

## Libri
Si tratta di testi autobiografici, che spesso trattano della sua passione per i lupi.
- Variations Sauvages (2003) (in italiano "Variazioni Selvagge") ISBN 2266145487
- Leçons Particulières (2005) (in italiano "Lezioni Private" un volume nel quale descrive il viaggio in Italia di un'artista inquieta alla ricerca della piena realizzazione) ISBN 2221103955
- Le loup, sauvage et fascinant (prefazione) 2006 ISBN 2749905389
- Retour à Salem (2013) (in italiano "Ritorno a Salem") ISBN 2253087173